# Langues indo-iraniennes
Cet article concerne les langues indo-iraniennes. Pour les peuples indo-iraniens, voir Peuples indo-iraniens.
Les langues indo-iraniennes sont une branche de la famille des langues indo-européennes. Elles regroupent les langues iraniennes, les langues indo-aryennes et les langues nouristanies.

## Traits communs
Les évolutions historiques de ces langues qui, toutes, sont de type satem, sont la palatisation et l'assibilation des occlusives palato-vélaires *kʲ, *gʲʰ, *gʲ > *t͡ʃ, *d͡ʒʰ, *d͡ʒ indo-européennes ; l'assimilation des labio-vélaires indo-européennes à des occlusives vélaires simples : *kʷ, *gʷʰ, *gʷ > *k, *gʰ, *g ; enfin la loi de Pedersen, qui est la mutation de sifflantes en chuintantes.
Ces langues partagent en outre avec le grec ancien la diphtongaison de *a devant les consonnes *m̥, *n̥ et la loi de Grassmann, quoi que ces deux familles linguistiques aient pu y parvenir par des histoires différentes.
Les traits exclusifs aux langues indo-iraniennes sont la mutation des voyelles *e et *o en *a, et celle de la laryngale *H en *i (et même sa disparition complète en persan) entre deux consonnes ; le recours à l'auxiliaire *kr̥- pour faire un verbe d'un substantif, à l'enclitique *-yá- pour former les verbes passifs ; enfin, la loi de Brugmann.
Par ces traits, et surtout par le lexique, cet ensemble de langues se rattache aux langues indo-européennes. Par le nombre de ses locuteurs, l'étendue des régions où on le pratique, l'ancienneté de ses attestations écrites et religieuses, les migrations anciennes, médiévales et contemporaines qui la traversent, l'indo-iranien constitue un sous-ensemble des langues indo-européennes qui s'est étendu vers l'est dans le cadre de la société héroïque, notamment à partir du IIIe millénaire.
Des linguistes des XVIIIe et XIXe siècles ont considéré que l'indo-iranien était peu ou prou la souche commune, le creuset général de toutes les langues indo-européennes. Cette version a été abandonnée au fil des progrès de la linguistique et à la suite en particulier du déchiffrement des langues anatoliennes (hittite, louvite), rameau indo-européen qui se serait probablement détaché du tronc primitif avant les langues indo-iraniennes.
L'hypothèse la plus communément admise aujourd'hui est celle d'une langue indo-iranienne ancienne commune à une époque donnée (IIIe millénaire av. J.-C. voire bien avant), langue qui pour diverses raisons, économiques, géographiques, démographiques, religieuses, se serait scindée en deux formes puis deux sous-groupes à une époque qui aurait précédé le peuplement indo-iranien de l'Inde du nord (époque fort controversée, remontant selon les uns au début du IIIe millénaire si l'on inclut dans ce groupe linguistique tout ou partie de la civilisation de l'Indus, selon les autres à la première moitié du IIe millénaire av. J.-C.).

## Migrations indo-iraniennes
Selon les études actuelles, les peuples indo-iraniens seraient partis du site de Yamna dans le bassin de la Volga. La dialectalisation de la langue indo-iranienne doit être reliée à la culture d'Abashevo / Sintashta (environ 2100 - 1800 avant notre ère) dans le sud de l'Oural et à la montée et à la propagation de la culture liée à Andronovo (1700 - 1500 avant notre ère). La preuve linguistique la plus importante de la phase indo-iranienne est constituée par des emprunts aux langues finno-ougriennes.
Dès la fin du IIIe millénaire, ils seraient présents à Tepe Hissar dans le Turkménistan (Roman Ghirshman). Une partie d'entre eux s'oriente vers l'ouest et prend la tête du royaume de Mitanni, pendant que d'autres se fixent en Iran ou poursuivent leur route vers l'Afghanistan et le nord de l'Inde où les premiers arriveront au début du IIe millénaire.

## Groupes de langues
L'immense ensemble linguistique indo-iranien se caractérise par sa mobilité phonétique et géographique, mais aussi par des évolutions communes à partir de l'indo-européen du Sud-est (E. P. Hamp). Les structures de l'avestique (vieil-iranien de l'est) et du sanskrit (vieil-indien du nord-ouest) en particulier sont très proches. Le vieux perse (vieil-iranien de l'ouest) tout en étant également très voisin est marqué par une variation phonétique particulière sur les sifflantes et les dentales.
Parmi les recherches récentes, plusieurs concernent les langues indo-iraniennes du nord-est (parlées en Asie Centrale ancienne ou médiévale), les langues indo-iraniennes de l'Himalaya et d'anciennes attestations ouest-indo-iraniennes écrites en Asie Mineure (sources mitanniennes), dans des documents hittites notamment. Ces traces montrent que des groupes de migrants venus sans doute d'Asie centrale se sont installés au Moyen-Orient au moins au XVIIIe siècle av. J.-C., avant d'être assimilés par les populations locales. Ces migrants auraient été de langues indiennes plus qu'iraniennes.

Hubert La Marle suggère même un lien entre l'indo-iranien et le linéaire A, qui serait dès lors la plus ancienne attestation écrite de l'indo-iranien, une thèse peu reprise par les autres chercheurs.
Les deux langues indo-iraniennes les plus parlées sont le hindi, langue indo-aryenne descendant du sanskrit (en Inde), et le persan, langue iranienne issue du pehlevi lui-même provenant du vieux-perse (en Iran).
Dans la famille iranienne, il faut ajouter dans les langues ouest-iraniennes le groupe kurde au Kurdistan et dans les langues difficilement classables le baloutche parlé au Baloutchistan, région transfrontalière entre l’Iran et le Pakistan. L'Afghanistan, avec notamment le pachto, et plusieurs États d'Asie Centrale, pratiquent également largement des langues iraniennes. Au nord ouest, isolé dans le Caucase, l'ossète est habituellement considéré comme ce qui demeure de la langue des anciens Scythes.
Dans la famille indienne (dite indo-aryenne), il faut ranger la plupart des langues du Pakistan (pendjabi, sindhi, saraiki, ourdou) et du Bangladesh (bengali). En voir la liste dans cet autre article.
Le rayonnement indo-iranien dépasse actuellement les frontières des États majoritairement locuteurs, notamment du fait des grandes religions qui s'y sont développées : l'hindouisme et le bouddhisme en Inde, la religion avestique ou de Zarathoustra (parfois appelée Zend-Avesta) en Iran. Les groupes des Tsiganes ou Romani d'Europe sont des locuteurs indo-aryens dont l'idiome se rattache au rajasthani (langue indienne du nord-ouest).